# Erik Lorenz
Erik Lorenz (* 1988 in Berlin) ist ein deutscher Autor, Herausgeber und Moderator.

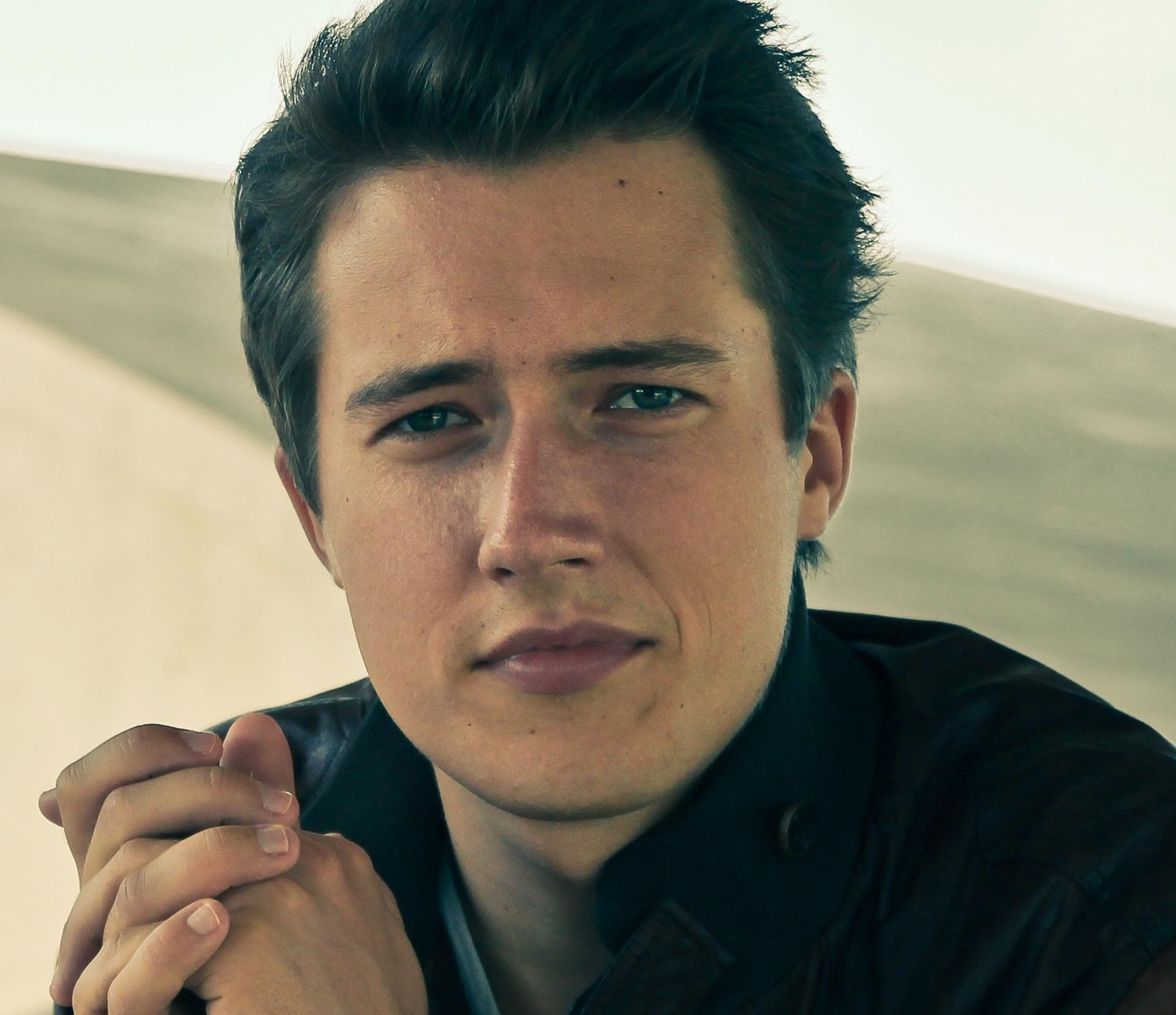
Erik Lorenz

Erik Lorenz studierte International Marketing und Business & Management in den Niederlanden, Hongkong und Großbritannien, lebte anderthalb Jahre in Australien und unternahm mehrmonatige Reisen u. a. durch Südostasien. Seine Leidenschaft fürs Reisen und Schreiben verbindet er mit der Veröffentlichung von Reise- und Länderbüchern wie „Lesereise Laos – Vom Schwinden der Silberfäden“ und „Durch das Herz Englands – Schritt für Schritt von Küste zu Küste“. Gemeinsam mit Thomas Bauer ist er Herausgeber der Länderreihe „Wie wir es sehen“, in der die Bände China, Frankreich, Australien und Indien veröffentlicht wurden. 2017 erschien im be.bra Verlag das Buch „Fontanes Schlösser – Alte und neue Geschichten aus der Mark Brandenburg“, das Erik Lorenz gemeinsam mit Robert Rauh verfasst hat.
Im Mai 2017 gründete Erik Lorenz Weltwach, ein Online-Magazin für Abenteuer- und Reisethemen. Im dazugehörigen, von ihm moderierten Weltwach-Podcast diskutiert er mit prominenten Abenteurern und Aktivisten wie Reinhold Messner, Jane Goodall und Rüdiger Nehberg über ihre Expeditionen, ihre Bücher, ihre Weltsicht. 2020 erschien das von ihm herausgegebene Buch Abenteuer im Gepäck mit dem „Besten“ aus dem Weltwach Podcast bei National Geographic. Ebenfalls im Jahr 2020 startete er den englischsprachigen Ableger des Weltwach Podcasts, Unfolding Maps. Zu den ersten Gästen gehörten Fotograf Steve McCurry und Weltumseglerin Laura Dekker.
Außerdem moderiert er seit 2018 Reise-Live-Reportagen für den Veranstalter Grenzgang.

## Publikationen
- Weltwach – Mit offenen Augen ins Abenteuer. Piper Malik Verlag, München 2021, ISBN 978-3890294339.
- Hrsg.: Abenteuer im Gepäck. Grenzgänger und Weltreisende erzählen. Die besten Geschichten aus dem Weltwach-Podcast. National Geographic, München 2020, ISBN 978-3866907256.
- gemeinsam mit Robert Rauh: Fontanes Fünf Schlösser. Alte und neue Geschichten aus der Mark Brandenburg. be.bra Verlag, Berlin 2017, ISBN 978-3861247012.
- Lesereise Hongkong – Ein Flugloch für den Drachen. Picus Verlag, Wien 2016, ISBN 978-3711710680.
- Die Geschichte des Sitting Bull. Palisander Verlag, Chemnitz 2016, ISBN 978-3938305959.
- Lesereise Kambodscha – Ein Tuk Tuk in Angkor. Picus Verlag, Wien 2015, ISBN 978-3711710574.
- Lesereise Laos – Vom Schwinden der Silberfäden. Picus Verlag, Wien 2014, ISBN 978-3711710482.
- Hrsg.: China, wie wir es sehen. Drachenmond Verlag, Leverkusen 2014, ISBN 978-3931989873.
- Hrsg.: Frankreich, wie wir es sehen. Drachenmond Verlag, Leverkusen 2014, ISBN 978-3931989866.
- Durch das Herz Englands – Schritt für Schritt von Küste zu Küste. Wiesenburg Verlag, Schweinfurt 2014, ISBN 978-3956321047.
- Streifzug durch Laos – Abenteuer im Land der tausend Elefanten. Drachenmond Verlag, Leverkusen 2014, ISBN 978-3931989910.
- Hrsg.: Australien, wie wir es sehen. Drachenmond Verlag, Leverkusen 2013, ISBN 978-3931989859.
- Hrsg.: Indien, wie wir es sehen. Drachenmond Verlag, Leverkusen 2013, ISBN 978-3931989842.
- Nachwort: Das Blut des Adlers – Band 1 – Nacht über der Prärie. Palisander Verlag, Chemnitz 2013, ISBN 978-3938305522.
- Streifzug durch Laos – Abenteuer im Land der tausend Elefanten. Wiesenburg Verlag, Schweinfurt 2012, ISBN 978-3943528084.
- Nachwort: Die Söhne der Großen Bärin – Band 6 – Über den Missouri. Eulenspiegel Verlag, Berlin 2010, ISBN 978-3359022930.
- Liselotte Welskopf-Henrich und die Indianer – Eine Biographie. Palisander Verlag, Chemnitz 2009, ISBN 978-3938305140.